# Мьове (кораб, 1914)
„Мьове“ (на немски: Möwe) е германски товарен кораб по времето на Първата световна война, преоборудван в спомагателен крайцер, който успешно действа като рейдер против търговското корабоплаване на страните от Антантата.
На мините, поставени от крайцера, се натъква и потъва старият британски линкор HMS King Edward VII. Параход, потопен от рейдера, отнася на дъното със себе си товар от изкопаеми останки на коритозавър, възрастта на които се оценява на 75 милиона години.

## Строителство
Построен е през 1914 г. от корабостроителница Tecklenborg в Бремерхафен, Германия като банановоза Pungo (4788 брт) за Afrikanische Fruchtkompanie. Извършва рейсове от германската колония Камерун в за метрополията. През 1915 г. е реквизиран от флота.

## Преоборудване в спомагателен крайцер
На 21 септември 1915 г германският морски офицер Николаус фон Дона-Шлодиен получава заповед да намери подходящ съд и да го преоборудва в спомагателен крайцер, способен също да действа и като минен заградител.
Изборът пада на Pungo, който получава новото име SMS Möwe. Корабът е въоръжен с четири 150-мм и едно 105-мм оръдия, два 500-мм торпедни апарата. Освен това, на борда му са натоварени 500 морски мини. Командир на кораба става същият този Дона-Шлодиен.
Първоначалната задача на спомагателния крайцер е поставянето на минни заграждения и едва след нейното изпълнение Дона-Шлодиен може да се заеме с рейдерски операции.

## Служба

### Първи поход (декември 1915 г. – март 1916 г.)
На 29 декември 1915 г. Möwe потегля на своя първи поход, главната цел на който е поставянето на мини в пролива Пентланд Фърт, отделящ Оркнейските острови от основната част на Шотландия, близо до Скапа Флоу – главната база британския Home Fleet. Минното поле е поставено в сурови условия, обаче труда не е напразен – на 6 януари 1916 г. на мина се натъква и потъва старият линкор HMS King Edward VII. Завършвайки минирането, Möwe се насочва по протежението на западното крайбрежие на Ирландия по посока на Франция. В естуара Жиронд е поставено второ минно поле, от което последствие потъват два съда.
Завършвайки минирането, рейдерът се насочва към Атлантика, в който отначало действа в района между Испания и Канарските острови, а след това – при бреговете на Бразилия.
На 16 януари 1916 г. в 120 мили южно от Мадейра рейдерът среща въоръжения английски съд Clan Mactavish го потопява в хода на възникналия бой.
За три месеца рейдерство SMS Möwe прихваща 15 съда на противника, 2 от които (Appam и Westburn) са изпратени в Германия като приз, а останалите са потопени. Общият тонаж на потопените съдове съставя 159 400 брт. На 4 април 1916 г. кораба се връща в Германия, където моряците са посрещнати като герои.

### Действия в пролива Категат, лятото на 1916 г.
От 6 март до 6 май 1916 г. SMS Möwe се ремонтира в императорската корабостроителница във Вилхелмсхафен, където е преименуван на Vineta по съображения за секретност. След ремонта крайцерът е преведен по Канала на кайзер Вилхелм в Балтийско море.
От 12 юни до 16 юни и от 25 до 29 юли Vineta прави два рейса към бреговете на Норвегия, действайки в пролива Категат против английското корабоплаване. Първият рейд е безрезултатен, вторият носи единствена награда – британският параход Eskimo, препратен към Свинемюнде. Третият рейд (от 20 до 23 август) също се оказва безрезултатен. С неговото завършване на кораба пристига заповед да се готвят за следващ голям поход.

### Втори поход (ноември 1916 г. – март 1917 г.)
На 22 ноември 1916 г. Möwe тръгва във втория си поход, който е още по-успешен.
На 6 декември 1916 г. рейдерът потопява канадския параход Mount Temple, на борда на който има вкаменелости на коритозавър. Товарът, на възраст над 75 милиона години, до ден днешен (2011 г.) се намира на дълбочина 4375 метра.
На 10 март 1917 г. рейдерът влиза в бой с въоръжения новозеландски параход SS Otaki, капитанът на който отказва да се предаде. В хода на боя Möwe получава сериозни повреди, което принуждава командира на крайцера да ускори завръщането им в Германия.
На 22 март 1917 г. Möwe се връща в Германия, благополучно преодолявайки британската морска военна блокада. За 4 месеца рейдерство в Атлантика са потопени или пленени 25 съда (всичко 123 265 брт).

### Участие в пропагандата
Успешните походи на рейдера привличат към него и екипажа му вниманието на имперската пропаганда. През 1917 г. е заснет пропагандният филм „Graf Dohna und seine Möwe“, кадри от който са достигнали и до наши дни.

### Последваща съдба
Завърналият се от похода крайцер решават да не се подлага на последващ риск в океана, считайки, че корабът е доста полезен за целите на пропагандата. Пребазиран в Балтийско море, използва се в началото в ролята на кораб за снабдяване на подводни лодки, а след това и като спомагателен минен заградител (1918 г.). След подписването на Версайския договор корабът е предаден на Великобритания като военен трофей, след което е превърнат в товарен кораб и е преименуван на Greenbrier. През 1933 г. съдът се връща в Германия, получавайки ново име – Oldenburg. Под това име той служи почти до самия край на Втората световна война. На 7 април 1945 г. Oldenburg е торпилиран от съюзническата авиация в норвежки води и скоро потъва недалеч от селото Вадхейм (фюлке Согн ог Фьоране).

### Командири на кораба
- Корветен-капитан Николаус фон Дона-Шлодиен – от ноември 1915 до март 1917 г.
- Капитан-лейтенант Волф – от март по декември 1917 г.
- Капитан-лейтенант Лаутербах (на немски: Lauterbach).

## Коментари
1. ↑  Префиксът „SMS“ е от на немски: Seiner Majestat Schiff (Кораб на Негово Величество).